# Will S. Davis
Will S. Davis, né en 1882 et décédé le 19 novembre 1920, est un réalisateur et scénariste américain, de l'époque du cinéma muet.

## Filmographie

### comme réalisateur
- 1913 : In the Stretch
- 1914 : Springtime (William S. Davis)
- 1914 : The Ordeal (William S. Davis)
- 1914 : Through Dante's Flames
- 1914 : The Criminal Path
- 1914 : The Governor's Ghost
- 1914 : The War of Wars; or the Franco-German Invasion
- 1915 : La Ravageuse (Destruction)
- 1915 : The Avalanche
- 1915 : The Family Stain
- 1915 : Dr. Rameau
- 1915 : A Modern Magdalen
- 1916 : Jealousy
- 1916 : Slander
- 1916 : The Straight Way
- 1916 : The Victim
- 1916 : A Tortured Heart
- 1916 : The Fool's Revenge
- 1917 : The Cloud
- 1917 : A Mother's Ordeal
- 1917 : Alias Mrs. Jessop (William S. Davis)
- 1918 : In Judgment of...
- 1918 : The Brass Check (William S. Davis)
- 1918 : No Man's Land (William S. Davis)
- 1918 : With Neatness and Dispatch(William S. Davis)
- 1918 : Under Suspicion

### comme scénariste
- 1914 ; Through Dante's Flames
- 1914 : The Criminal Path
- 1915 : Destruction
- 1915 : The Family Stain
- 1915 : Dr. Rameau
- 1916 : Jealousy
- 1916 : Slander
- 1916 : The Straight Way
- 1916 : The Victim
- 1916 : A Tortured Heart
- 1916 : The Fool's Revenge
- 1917 : A Mother's Ordeal